# El Picorandan
El Picorandan és una muntanya de 991 metres situada al municipi de Capafonts (Baix Camp), que forma part de la Serralada Prelitoral.
Aquest cim està inclòs al llistat dels 100 cims de la FEEC.